# Matrix Resurrections
Matrix Resurrections (Originaltitel: The Matrix Resurrections) ist ein US-amerikanischer Science-Fiction-Actionfilm von Regisseurin Lana Wachowski aus dem Jahr 2021, der eine Fortsetzung zu Matrix Revolutions aus dem Jahr 2003 darstellt. Es ist der vierte Teil der Matrix-Filme. In den Hauptrollen sind erneut Keanu Reeves und Carrie-Anne Moss zu sehen. Der Kinostart in Österreich und Deutschland war am 23. Dezember 2021, in den USA startete er bereits einen Tag vorher.

## Handlung
60 Jahre sind seit dem vermeintlichen Tod Neos vergangen: Der Frieden zwischen Menschen und Maschinen hält weiterhin und manche Maschinen sind mittlerweile zur Seite der Menschen übergelaufen. Es ist auch möglich, einzelne Programme aus der Matrix in die reale Welt zu transferieren.
In einem isolierten Teil der Matrix entdeckt Captain Bugs einen Agenten, der sich seltsam verhält, indem er ihr bei der Flucht vor anderen Agenten hilft. Es stellt sich heraus, dass es sich um die aktuelle Verkörperung von Morpheus handelt. Sie befreit das Programm aus der Matrix, bevor es gelöscht wird.
Thomas A. Anderson lebt wieder in der Matrix und ist ein erfolgreicher Spieledesigner, der die Handlung der ersten drei Filme in drei Computerspielen mit dem Titel Matrix umgesetzt hat. Da er aber vermeintlich an Wahnvorstellungen leidet und zwischenzeitlich glaubte, die Handlung wäre real geschehen, ist er in psychiatrischer Behandlung und muss regelmäßig eine blaue Pille einnehmen, um die Wahnvorstellungen zu unterdrücken. Er besucht oft ein Café, in dem er die Familienmutter Tiffany trifft, die aktuelle Verkörperung Trinitys, die er aus den Wahnvorstellungen zu kennen glaubt.
Bugs und der befreite Morpheus entdecken Neos Signal innerhalb der Matrix und können es zu Thomas Anderson zurückverfolgen. Sie versuchen Anderson aus der Matrix zu befreien, werden jedoch durch dessen Psychiater, der – wie sich später herausstellt – ein Programm der Matrix ist, zunächst daran gehindert. Anderson glaubt weiterhin, dass alles nur eine Wahnvorstellung sei.
Erst im zweiten Anlauf gelingt es Bugs und Morpheus, Anderson aus der Matrix zu befreien. Neo wacht in der realen Welt in einem Tank auf, der zusammen mit einem weiteren Tank in einem besonderen Bereich steht. Er wird von einer Maschine, die mit den Menschen zusammenarbeitet, befreit und erkennt auf der Flucht, dass sich im benachbarten Tank Trinity befindet, die weiterhin angeschlossen bleibt.
Auf Captain Bugs’ Schiff muss sich Neo langsam wieder an seine reale Identität erinnern. Er wird nach Io gebracht, der neuen Heimat der befreiten Menschen, und trifft dort auf Niobe, die als General den Oberbefehl über Io hat. Sie stellt ihn unter Arrest, doch Bugs befreit ihn später erneut. Gemeinsam fassen sie den Plan, Trinity aus der Matrix zu befreien, werden aber von Agent Smith und anderen Exilanten gestellt. Neo kann Smith besiegen, indem er seine Fähigkeiten, die Matrix zu beeinflussen, wiedererlangt.
In Tiffanys bzw. Trinitys Werkstatt will Neo mit ihr reden, doch sein Psychiater hindert ihn daran, indem er den Zeitablauf verlangsamt. Es stellt sich heraus, dass der Psychiater alias „Der Analytiker“ der Nachfolger des Architekten ist und dafür gesorgt hat, dass Neos und Trinitys Körper nach ihrem Tod wiederbelebt und zurück in die Tanks und damit in die Matrix gebracht wurden. Jene erzeugen aufgrund ihrer Verbindung deutlich mehr Energie, wenn sie sich nahe beieinander befinden. Indem er die Matrix verlassen hat, hat Neo sie destabilisiert, weshalb die Maschinen das Programm neu starten wollen, doch der Analytiker hindert sie daran. Er droht Trinity zu töten, sollte Neo sich nicht freiwillig zurück in die Matrix begeben.
Zurück in der realen Welt werden Neo und Bugs’ Mannschaft gefangen genommen und zu Niobe gebracht. Bevor sie das Team bestrafen kann, wird sie von Sati, einem befreiten Computerprogramm, überredet, Neo bei der Befreiung Trinitys zu helfen. Zurück in der Matrix macht Neo dem Analytiker ein Angebot: Er redet mit Trinity und wenn sie sich entscheiden sollte, die Matrix zu verlassen, hätten alle freies Geleit. Sollte sie sich entscheiden, in der Matrix zu bleiben, kehrte er auch freiwillig zurück. Trinity erkennt ihre wahre Identität, aber der Analytiker beschließt, beide zu töten.
Im letzten Moment wird er jedoch von Agent Smith daran gehindert, woraufhin Neo und Trinity mit ihren Helfern die Flucht gelingt. Angesichts einer ausweglosen Situation auf einem Hausdach entschließen sich Neo und Trinity zum Sprung, doch Trinity entdeckt während des Falls ihre Fähigkeit zu fliegen und rettet damit beiden das Leben.
Anschließend drohen sie dem Analytiker Konsequenzen an, sofern er sich in den von ihnen zukünftig gestalteten Verlauf der Matrix einmischen sollte, und fliegen davon.

## Produktion

### Stab und Besetzung
Im August 2019 wurde erstmals berichtet, dass eine Fortsetzung zu Matrix Revolutions erscheinen soll. Dabei soll Lana Wachowski, die zusammen mit Aleksandar Hemon und David Mitchell das Drehbuch schrieb und gemeinsam mit Grant Hill für Warner Bros. Pictures sowie Village Roadshow den Film produzieren wird, als Regisseurin fungieren. Über ihre Verpflichtung sagte sie, viele der Ideen über Realität, die sie und ihre Schwester Lilly vor über 20 Jahren hatten, seien in der heutigen Zeit umso relevanter. Zudem sei sie dankbar dafür, erneut mit den Schauspielern arbeiten zu dürfen. So hatten Keanu Reeves und Carrie-Anne Moss ihre Rollen als Neo und Trinity aus vorigen Filmen erneut aufgenommen. Auch Hugo Weaving befand sich in Verhandlungen, eine Rückkehr kam aufgrund von Terminüberschneidungen mit seinem Engagement am Royal National Theatre jedoch nicht zustande. Wenig später bestätigten die Konzeptzeichner Geof Darrow und Steve Skroce ihre Beteiligung am Film. Beide waren bereits bei den ersten drei Teilen in gleicher Position tätig gewesen. Darrow verriet zudem, dass ein Großteil der Originalbesetzung zurückkehren werde. Zusätzlich suche das Produktionsteam zwei Schauspieler, die junge Versionen der Figuren Neo und Morpheus verkörpern sollen.
Im Oktober 2019 wurde Yahya Abdul-Mateen II für eine Hauptrolle gecastet, während wenige Tage später die Verpflichtung von Neil Patrick Harris verkündet wurde. Außerdem werden die aus Matrix Reloaded bzw. Matrix Revolutions bekannten Jada Pinkett Smith, Daniel Bernhardt und Lambert Wilson in ihre Rollen zurückkehren. Fast zeitgleich wurde berichtet, dass sich Jessica Henwick in Gesprächen über eine weibliche Hauptrolle befinden soll. Im Dezember 2019 wurde schließlich der Starttermin im Mai 2021 verkündet. Gleichzeitig wurde die Beteiligung von weiteren Schauspielern, darunter Jonathan Groff und Toby Onwumere, bekannt. Auch der deutsche Schauspieler Max Riemelt, die mexikanische Schauspielerin Eréndira Ibarra und Brian J. Smith, die allesamt bereits bei der Serie Sense8 mit den Wachowskis zusammenarbeiteten, sollen Auftritte im Film haben. Zuletzt wurden die Verpflichtungen der indischen Schauspielerin Priyanka Chopra, von Ellen Hollman, Christina Ricci sowie von Telma Hopkins bekannt.

### Dreharbeiten und Veröffentlichung

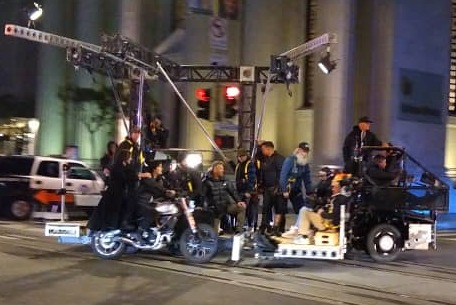
Keanu Reeves und Carrie-Anne Moss filmen eine Motorradszene in San Francisco (2020)

Im Dezember 2019 begann Reeves nahe Los Angeles mit dem Kung-Fu-Training als Vorbereitung auf die Dreharbeiten. Sie begannen am 5. Februar 2020 unter dem Arbeitstitel Project Ice Cream in San Francisco. Als Kameramann fungiert der zweifache Oscarpreisträger John Toll, der mit den Wachowskis bereits bei Jupiter Ascending, Cloud Atlas und Sense8 zusammenarbeitete. Ebenso beteiligen sich die John-Wick-Regisseure Chad Stahelski und David Leitch, die bereits an der Originaltrilogie als Stuntdouble bzw. Stuntman mitwirkten, an der Produktion. Beide sind unter anderem für Teile des physischen Trainings der Darsteller, kreative Konzepte hinter einzelnen Szenen sowie wenige Choreografien verantwortlich. In der Innenstadt der kalifornischen Metropole verursachte eine kontrollierte Explosion einen Schaden in Höhe von 2.000 US-Dollar, da unter anderem das Plastik auf Straßenschildern schmolz.
Im März 2020 wurden die Dreharbeiten ins Studio Babelsberg in Potsdam, der einzigen amtierenden Unesco Creative City of Film in Deutschland, verlagert. Mitte des Monats mussten sie aufgrund der COVID-19-Pandemie unterbrochen werden. In der Folge unterzeichneten alle Darsteller eine achtwöchige Verlängerung ihrer Verträge, sodass die Produktion laut Berichten bis zum 6. Juli 2020 hätte fortgeführt werden können. Allerdings trafen die Hauptdarsteller erst Ende Juni 2020 wieder in Berlin ein; die Dreharbeiten selbst wurden im August 2020 wieder aufgenommen. Zuvor hielt sich Reeves acht Wochen lang in einem privaten Fitnessstudio in Los Angeles fit. Der letzte Drehtag zu Matrix Resurrections fand Mitte November 2020 in Potsdam statt.
Auch nach den Dreharbeiten in der Medienstadt Babelsberg im Jahr 2020 erfolgten im Frühjahr 2021 Tonmischung, Dialogschnitt, Sounddesign und Tonschnitt mit Regisseurin Lana Wachowski bei der in Babelsberg ansässigen Postproduktionsfirma Rotor Film.
Visuelle Effekte, die Raum und Zeit auf der Leinwand versetzt wirken lassen, entstanden mit speziell für Matrix Resurrections entwickelten Kamerasystemen bei Außenaufnahmen und im volumetrischen Studio Volucap in Babelsberg sowie im weltweit ersten volumetrischen Unterwasser-Studio auf dem Babelsberger Filmstudiogelände. Volucap hat vor Ort insgesamt zwei Jahre an Matrix Resurrections mitgewirkt.
Nach Beendigung der Arbeiten an Matrix Resurrections im koproduzierenden Studio Babelsberg war dessen größtes Filmatelier (Studio 20) zu Ehren der Wachowskis zur „Rainbow Stage“ umbenannt und mit Regenbogenfarben neugestaltet worden. Die Wachowskis, die für ihr Engagement für Menschen verschiedener sexueller Orientierungen und Identitäten bekannt sind, haben bereits die Produktionen V wie Vendetta, Speed Racer, Ninja Assassin, Sense8 und Cloud Atlas in dem ältesten Filmstudio der Welt hergestellt.
Am 3. Dezember 2020 wurde das offizielle Logo vorgestellt. Der Film sollte ursprünglich am 20. Mai 2021 in die deutschen und am darauffolgenden Tag in die US-amerikanischen Kinos kommen. Im Zuge der COVID-19-Pandemie wurde der US-Starttermin allerdings zunächst auf den 1. April 2022 verschoben und später auf den 22. Dezember 2021 vorgezogen. In Deutschland lief der Film am darauffolgenden Tag in den Kinos an. Ab dem 22. Dezember 2021 sollte der Film außerdem für einen Monat ohne Aufpreis auf HBO Max verfügbar sein.
Am 9. September 2021 wurde der erste Trailer online veröffentlicht. Der zweite Trailer folgte am 6. Dezember 2021.

## Synchronisation
Die deutschsprachige Synchronisation entstand nach einem Dialogbuch von Alexander Löwe und unter Dialogregie von Tobias Meister.
| Rolle                  | Schauspieler                        | Synchronsprecher         |
| ---------------------- | ----------------------------------- | ------------------------ |
| Thomas A. Anderson/Neo | Keanu Reeves                        | Benjamin Völz            |
| Trinity/Tiffany        | Carrie-Anne Moss                    | Martina Treger           |
| Morpheus               | Yahya Abdul-Mateen II               | Jan-David Rönfeldt       |
| Bugs                   | Jessica Henwick                     | Maximiliane Häcke        |
| Agent Smith            | Jonathan Groff                      | Leonhard Mahlich         |
| Der Analytiker         | Neil Patrick Harris                 | Philipp Moog             |
| Sati                   | Priyanka Chopra                     | Luise Helm               |
| Niobe                  | Jada Pinkett Smith                  | Claudia Urbschat-Mingues |
| Merowinger             | Lambert Wilson                      | Patrice Luc Doumeyrou    |
| Gwyn de Vere           | Christina Ricci                     | Sonja Spuhl              |
| Sequoia                | Toby Onwumere                       | Ricardo Richter          |
| Shepherd               | Max Riemelt                         | Max Riemelt              |
| Chad                   | Chad Stahelski                      | Thomas Nero Wolff        |
| Morpheus               | Laurence Fishburne (Archivmaterial) | Tom Vogt                 |
| Das Orakel             | Gloria Foster (Archivmaterial)      | Hannelore Fabry          |

## Rezeption

### Kritiken
Neon Zombie schrieb, dass Regisseurin Wachowski Mut bewies, indem sie sich „mit ihrer farbenfrohen Ästhetik und der Neuinterpretation der Figuren nicht nur gegen das eigene Publikum, sondern auch gegen ihre eigene (alte) Welt auflehnt“.
Wolfgang Höbel kritisierte in Der Spiegel, der vierte Teil der Serie bediene sich in erster Linie des Retro-Kultes: „So grandios dieser Film aber anzusehen ist – so wenig hat er leider zu erzählen. Er beschert den meisten Zuschauern höchstwahrscheinlich das Gefühl, selbst ein bisschen verprügelt worden zu sein. Doch aus welchem Grund genau hier permanent wer auf wen eindrischt, ballert oder Granaten abfeuert, scheint keineswegs besonders erheblich zu sein.“

### Einspielergebnis
Die weltweiten Einnahmen aus Kinovorführungen beliefen sich auf rund 157,4 Millionen US-Dollar, davon rund 37,7 Millionen im nordamerikanischen Raum. Damit lag das Einspielergebnis nicht nur deutlich unter jenen der vorangegangenen drei Filme der Reihe, es konnten sogar nicht einmal die Produktionskosten von 190 Millionen Dollar erwirtschaftet werden.

## Fortsetzung
Im April 2024 kündigte Warner Bros. einen fünften Matrix-Film an, bei dem Drew Goddard das Drehbuch schreiben und die Regie übernehmen soll.

### Videos
- MATRIX RESURRECTIONS – Offizieller Trailer Deutsch German (2021), Warner Bros. DE, 2021-09-09 auf YouTube
- MATRIX RESURRECTIONS – Trailer #2 Deutsch German (2021), Warner Bros. DE, 2021-12-06 auf YouTube
- The Matrix Resurrections – Official Trailer 1 (englisch), Warner Bros. Pictures, 2021-09-09 auf YouTube
- The Matrix Resurrections – Official Trailer 2 (englisch), Warner Bros. Pictures, 2021-12-06 auf YouTube